# Rome (televisieserie)
Rome is een historisch televisiedrama van HBO, de BBC en de RAI. Het eerste seizoen liep van 28 augustus 2005 tot en met 20 november 2005 op HBO en was vanaf november 2005 uitgezonden op BBC Two en Canvas. De Nederlandse televisiezender SBS6 is met het uitzenden van de serie gestart op 1 januari 2006. Seizoen 1 bevat 12 afleveringen.
HBO startte met het uitzenden van het tweede seizoen op 14 januari 2007 en op 25 februari 2007 werd het tiende en laatste deel van het tweede seizoen uitgezonden. In Nederland werd het tweede seizoen ook uitgezonden door SBS6 vanaf februari 2007. In 2014 werd de serie nog eens uitgezonden door RTL 5.
De eerste reeks van Rome speelt zich af in de jaren van de regeerperiode van Julius Caesar, tijdens de (gewelddadige) overgang van republiek naar keizerrijk. De tweede reeks start na de moord op Caesar en geeft de daarop volgende machtsstrijd weer.

## Seizoen 1
Het eerste seizoen beschrijft de gebeurtenissen tussen het begin van de burgeroorlog, Caesars daaropvolgende gooi naar het dictatorschap en de moord op Caesar in 44 v.Chr. Het verhaal wordt verteld met in het middelpunt de twee Romeinse soldaten Lucius Vorenus en Titus Pulio, en hun familie. Dit zijn de enige "gewone soldaten" die door Julius Caesar genoemd werden in zijn Commentarii de bello Gallico.

## Seizoen 2
Wanneer Caesar vermoord is door Brutus en zijn compagnons, is heel Rome in shock. Brutus keert overstuur terug naar Servilia, zijn moeder, en vertelt haar dat het verschrikkelijk was; 'He wouldn't die'.
Ondertussen zit Lucius Vorenus bij zijn dode vrouw. Hij geeft de kinderen de schuld van haar dood en vervloekt ze. De kinderen worden meegenomen en verdwijnen uit het beeld.
Atia, Octavianus, Octavia en Marcus Antonius horen het nieuws en besluiten te vluchten. Wanneer duidelijk wordt dat Octavianus alles van Caesar erft, besluiten ze in Rome te blijven en de moordenaars te wreken.
Titus Pullo en zijn vrouw Eirene, horen dat Caesar dood is en keren direct terug naar Rome. Ze treffen Vorenus aan en horen dat zijn vrouw dood is, wat ze erg schokt.
Enige tijd later wordt Caesar in het openbaar gecremeerd. Ook de vrouw van Vorenus wordt gecremeerd.
Daarna gaat Lucius Vorenus op zoek naar zijn kinderen en komt erachter dat ze vermoord zouden zijn.

## Kritiek
Er komt behoorlijk wat kritiek van oud-historici op de historiciteit van de plot van de serie. In grote lijnen komt het verhaal wel overeen met wat er in werkelijkheid is gebeurd, maar er is een flinke dramatisering aan te pas gekomen. Daarbij zijn personages gecreëerd die nooit hebben bestaan, en gaan enkele personages romantische relaties met elkaar aan terwijl er geen bewijzen zijn dat deze relaties ooit bestaan hebben.
De zuster van Gaius Octavianus (keizer Augustus), Octavia Thurina minor, was in werkelijkheid gerespecteerd en bewonderd door haar tijdgenoten voor haar trouw, nobel karakter, menselijkheid en voor het bewaren van de traditionele Romeinse deugden. In de serie verleid ze haar jongere broer (Gaius Octavianus), heeft ze een lesbische relatie met Servilia en een romantische relatie Marcus Agrippa (gebaseerd op de historische Marcus Vipsanius Agrippa). Voor niets hiervan bestaat er een historische basis.

## Acteurs
| Personage                 | Historisch persoon                        | Acteur/Actrice    | Speelt in                  |
| ------------------------- | ----------------------------------------- | ----------------- | -------------------------- |
| Lucius Vorenus            | Lucius Vorenus                            | Kevin McKidd      | Seizoen 1 e.v.             |
| Titus Pullo               | Titus Pulio                               | Ray Stevenson     | Seizoen 1 e.v.             |
| Gaius Julius Caesar       | Gaius Julius Caesar                       | Ciarán Hinds      | Seizoen 1                  |
| Pompeius                  | Gnaeus Pompeius Magnus maior              | Kenneth Cranham   | Seizoen 1                  |
| Marcus Antonius           | Marcus Antonius                           | James Purefoy     | Seizoen 1 e.v.             |
| Atia van de Julii         | Atia Balba Caesonia                       | Polly Walker      | Seizoen 1 e.v.             |
| Servilia van de Junii     | Servilia Caeponis                         | Lindsay Duncan    | Seizoen 1 e.v.             |
| Octavia van de Julii      | Octavia Thurina minor                     | Kerry Condon      | Seizoen 1 e.v.             |
| Niobe                     | Geen                                      | Indira Varma      | Seizoen 1                  |
| Brutus                    | Marcus Junius Brutus                      | Tobias Menzies    | Seizoen 1 e.v.             |
| Cicero                    | Marcus Tullius Cicero                     | David Bamber      | Seizoen 1 e.v.             |
| Octavianus                | Gaius Julius Caesar Octavianus (Augustus) | Max Pirkis        | Seizoen 1, 2 (t/m afl. 15) |
|                           |                                           | Simon Woods       | Seizoen 2 (v.a. afl. 16)   |
| Quintus Valerius Pompeius | Onzeker: Sextus en/of Gnaeus Pompeius     | Rick Warden       | Seizoen 1 e.v.             |
| Cato de jongere           | Marcus Porcius Cato Uticensis minor       | Karl Johnson      | Seizoen 1                  |
| Timon                     | Geen                                      | Lee Boardman      | Seizoen 1 e.v.             |
| Erastes Fulmen            | Geen                                      | Lorcan Cranitch   | Seizoen 1 e.v.             |
| Cassius                   | Gaius Cassius Longinus                    | Guy Henry         | Seizoen 1 e.v.             |
| Posca                     | Geen                                      | Nicholas Woodeson | Seizoen 1 e.v.             |

- Gemeinsame Normdatei: 7615652-7
- Library of Congress Control Number: n2007055470
- Nationale Bibliotheek van Israël: 987009950600005171
- Virtual International Authority File: 176367362